# Habropoda yunnanensis
Habropoda yunnanensis är en biart som beskrevs av Wu 1983. Habropoda yunnanensis ingår i släktet Habropoda och familjen långtungebin. Inga underarter finns listade i Catalogue of Life.